# Gampriner Seele
Gampriner Seele är Liechtensteins enda naturliga sjö. Den bildades 1927 då floden Rhen svämmade över och orsakade kraftig erosion av ett område väster om Eschnerberg i närheten av staden Gamprin. Sjön och dess omgivningar utsågs till naturreservat år 1961. 
Gampriner Seele saknar naturligt tillflöde men får sedan 1979 ett tillskott av vatten och syre genom en rörledning från Liechtensteiner Binnenkanal. Sjöns bestånd av mört, sutare, karp och gädda samt inplanterade flodkräftor gör den till ett populärt mål för  sportfiskare.